# Ряжский вокзал
Ря́жский вокзал — пассажирский терминал узловой железнодорожной станции Тула-Вяземская Тульского региона Московской железной дороги в городе Тула.

## Описание
Расположен на хордовой железнодорожной линии Вязьма — Сызрань вблизи её пересечения с Курским направлением МЖД. Имеется съезд на Курское направление на юг к станции Тула I-Курская (Московскому вокзалу). На вокзале три платформы, две островных и одна боковая. Построен и функционирует крупный контейнерный терминал и пути для отстоя и сортировки товарных поездов. Находится в Зареченском районе города.

### Подъездные пути
От вокзала отходят подъездные пути, представленные двумя основными кустами. Северный куст ведет на АО «Штамп», цементный завод, патронный завод, комбайновый завод, НПО «Базальт» и имеет довольно большую протяженность и путевое развитие. Также параллельно ему проходит короткая ветка на нефтебазу. Южный куст ведет на хлебозавод № 1 и несколько разгрузочных площадок.

## История
В 1870 году началась постройка Ряжско-Вяземской железной дороги, которая впоследствии вошла в состав Сызрано-Вяземской. Участок Вязьма-Павелец Сызрано-Вяземской железной дороги окончательно построен и открыт для регулярного пассажирского движения в 1867 году. В 1874 году сдан в эксплуатацию деревянный железнодорожный вокзал на станции Тула-Вяземская с залами ожидания и рестораном. В 1888 году дорога стала государственной, все доли акционеров были выкуплены Министерством финансов Российской империи.
Осенью 1941 года здание центрального павильона сгорело и было разрушено. В конце 1960-х годов Ряжский вокзал был полностью перестроен, остатки исторического здания снесены в 2012 году.

## Пассажирское движение

### Основные направления
| Страна | Пункт назначения                                                                        |
| ------ | --------------------------------------------------------------------------------------- |
| Россия | Тула(Моск. вокзал), Москва, Анапа, Ейск, Узловая-1, Ефремов, Алексин, Калуга-1, Урванка |

### Перевозчики и расписание
| Перевозчик                                    | Дистанция                               | Расписание |
| --------------------------------------------- | --------------------------------------- | ---------- |
| Российские железные дороги (ФПК)              | Дальнее следование                      | РЖД        |
| Центральная пригородная пассажирская компания | Межрегиональное и пригородное сообщение | ЦППК       |

## Городской транспорт
К западу от вокзала, вверх по улице Арсенальной, находится остановка «Арсенальная», через которую следуют трамваи 6, 12, 15, троллейбусы 1, 4, автобусы 1, 8, 11, 21, 24, 36, 36а, 42, 44.

## Публицистика
- Михаил Сафронов. Железнодорожное строительство в Тульской губернии в конце XIX - начале XX века. Тула ушедшего века (21 июля 2021). Дата обращения: 13 июля 2022.